# Rozekopzanger
De rozekopzanger (Cardellina versicolor; synoniem: Ergaticus versicolor) is een zangvogel uit de familie Parulidae (Amerikaanse zangers).

## Verspreiding en leefgebied
Deze soort komt voor in de bergen van uiterst zuidelijk Mexico (Chiapas) tot Guatemala.